# Robert II. de Brus
Robert II. de Brus zakladatel skotské větve rodu de Bruce. Narozen přibližně kolem roku 1078, zemřel roku 1141. Roku 1124 získává od skotského krále Davida I. titul lord z Annandale a také pozemky ve Skotsku.